# مفعول مطلق
المَفْعُولُ المُطْلَقُ يقال له المصدر والحدث والحدثان، في النحو العربي هو اسم فضلة منصوب يُذكَر في الجملة الفعلية لتأكيد معنى الفعل أو لبيان نوعه أو عدده، والمفعول المطلق يأتي على هيئة مصدر مُشتَقّ من الفعل أو ما يشابهه في المعنى. هو اسم ما صدر عن فاعل فعل مذكور بمعناه (أي بمعنى الفعل). احترز بقول ‍ما صدر عن فعل فاعل‍‍ عما لا يصدر عنه كزيد وعمرو وغيرهما، وبقول ‍مذكور‍‍ عن نحو أعجبني قيامك، فإن قيامك ليس مما فعله فاعل فعل مذكور، وبقوله ‍بمعناه‍‍ عن كرهت قيامي، فإن قيامي وإن كان صادرا عن فاعل فعل مذكور إلا أنه ليس بمعناه.
و‍المصدر‍‍ إما ‍متصرف‍‍ وهو ما لم يلزم فيه النصب على المصدرية ك‍ضرب و‍قعود أو ‍غير متصرف‍‍ وهو ما لزم فيه النصب على المصدرية ولا يقع فاعلا ولا مفعولا ولا مجرورا بالإضافة أو حرف الجر نحو ‍سبحان الله و‍معاذ الله و‍عمرك الله. ويجب حذف فعل هذا المصدر غير المتصرف كما يجب حذف فعله إذا وقع المصدر مضمون جملة لا محتمل لها غيره نحو ‍له علي ألف درهم اعترافا أو وقع مضمون جملة لها محتمل غيره نحو ‍زيد قائم حقا. والأول يسمى ‍توكيدا لنفسه‍‍ لاتحاد مدلول المصدر والجملة فيكون بمنزلة تكرير الجملة فكأنه نفسها وكأنها نفسه. والثاني يسمى ‍توكيدا لغيره‍‍ لأنه ليس بمنزلة تكرير الجملة فهو غيرها. وسيبويه يسمى الأول بالتوكيد الخاص والثاني بالعام.

## الاصطلاح والتاريخ
سُمِّي المصدر المشتق من حروف الفعل المؤكِّد لمعناه أو المبيِّن لنوعه أو عدده «مَفعُولٌ مُطلَق»، وسُمِّيَ كذلك لأنَّه غير محصور بأيِّ قَيد، بمعنى أنَّه مُطلق عن القيود التي التصقت بغيره من المفاعيل، فنَجِدُ أنَّ المفاعيل الأخرى تقَيَّدت بألفاظ: بِهِ، فِيهِ، لَهُ، مَعَهُ. والمفعول المطلق هو المفعول الوحيد من بين المفاعيل الذي أوجده الفاعل، أمَّا البَقيَّة فإنَّ الفعل هو من تعلَّق بها، سواء وقع بها أو لأجلها أو فيها أو معها، ولهذا فهو يُعدُّ مُطلقاً لإمكانيَّة مجيئه في أيِّ جملة فعلية بدون تحقُّق أيّ مقوِّمات أو مُهيئات لمجيئه، فالمفعول المطلق يوجده الفاعل ويخرجه من العدم إلى الوجود، أمَّا المفاعيل الأخرى فهي موجودة من ذي قبل. وبسبب تحرُّر المفعول المطلق من القيود التي تقيَّدت بها المفاعيل الأخرى، يَنظُر بعض النُّحاة إلى المفعول المطلق على أنَّه المفعول الحقيقي، لذا يُكتفى في بعض الأحيان بالإشارة إليه بمصطلح «المفعول» فقط، إلَّا أنَّ هذا المصطلح ارتبط بصورة أكبر بالمفعول به لكِثرة استعماله. وأحياناً يُسَمَّى المفعول المطلق «مَصدَر»، لأنَّه لا يأتي إلَّا على هيئة مصدر مُشتَق من الفعل.

## شروط المفعول المطلق
لِكَي يَصُحَّ نَصب الاسم على أنَّه مفعول مطلق لا بُدَّ من توافر عدد من الشروط، ومن هذه الشروط ما يتعلَّق بالاسم نفسه، ومنها ما يتعلَّق بما يحيط به. ويَشتَرِط النُّحاة لنَصب الاسم على المفعولية المطلقة أن يكونَ مصدراً مُشتَقَّاً من الفعل في جُملتِهِ، فإذا قيل: «أَعطَيتُ عَطَاءً» لم يكن «عَطَاءً» مفعول مطلق لأنَّه ليس مصدراً بل اسم مصدر، حتى وإن كان مُشتَقاً من الفعل. ويُشترط كذلك أن يكون المفعول المطلق اسم فضلة، فإن كان عُمدة لم يُنصب على المفعوليَّة المطلقة. ويُشترط كذلك أن يَسبَقَهُ فعل أو ما يشبهه حتى يعمل فيه.

## إعراب المفعول المطلق
حُكم المفعول المطلق أو ما ينوب عنه هو النَّصب دائماً. والمفعول المطلق من المُسَمَّيات النحوية التي تُذكر عند الإعراب، على عكس الاسم المُضاف مثلاً الذي لا يُشتَرط ذكره، فيُقال عند إعراب لفظ منصوب على المفعولية المطلقة: مفعول مطلق منصوب بعلامة النَّصب الملائمة.

### مواقع إعرابيَّة مشتركة
قد يجتمع أكثر من أسلوب نحوي على صيغة لفظيَّة واحدة، بحيث يصير للفظ أكثر من موقع إعرابي مُحتَمل، فهناك ألفاظ تُعرَب مفعولاً مطلقاً غير أنَّها تحتمل مواقع إعرابيّة أخرى، ومن هذه: «وَلَا تُظلَمُونَ فَتِيلاً» أو «وَلَا يُظلَمُونَ نقِيراً»، فمن الممكن إعراب المصدر نائب عن المفعول المطلق، ومن الممكن كذلك أن يُعرَب مفعولاً به، أمَّا إذا كان الفعل في هذا الأسلوب فعلاً لازماً فيُعرَب المصدر نائب عن المفعول المطلق ولا يجوز إعرابه مفعولاً به. ومن الأساليب المماثلة أن يُقال: «سِرتُ طَوِيلاً»، فيُحتَمل في «طَوِيلاً» ثلاثة مواقع إعرابية، فَمِن الممكن أن يُعرب نائباً عن المفعول المطلق إذا كان قصد المُتَكلِّم على التأويل: «سِرتُ سَيراً طَوِيلاً»، ومن المُمكن كذلك أن يُعرب ظرف زمان أي مفعولاً فيه إذا كان القصد على التأويل: «سِرتُ زَمَناً طَوِيلاً»، وقد يُنصب المصدر على الحاليَّة إذا قصد المُتَكلِّم القَول: «سِرتُهُ طَوِيلاً». ومن الأساليب ما يحتمل فيه أن يكون المصدر مفعولاً لأجله، مثل: «يُرِيكُمُ البَرقَ خَوفاً وَطَمَعاً»، بمعنى: يريكم البرق لأجل الخوف والطمع، وقد يُعرب المصدر مفعولاً مطلقاً لفعل محذوف: «يُرِيكُمُ البَرقَ فَتَخَافُونَ خَوفاً وَتَطمَعُونَ طَمَعاً».
أكثر ما يلتبس مع المفعول المطلق هو المفعول به، ويمكن التمييز بوضوح بين الاثنين من ناحية المعنى أنَّ المفعول به كان موجوداً قبل وقوع الفعل ومن ثمَّ وقع عليه الفعل، أمَّا المفعول المطلق فإنَّ الفعل هو السبب في إيجاده، ووجوده مرتبط بالفعل ولم يكن موجود قبله.

## أغراض المفعول المطلق
يُذكر المفعول المطلق للتأكيد على معنى الفعل وإزالة أيّ وهم قد ينشأ في ذهن المخاطَب، فإذا قيل بدون ذكر المفعول المطلق: «ضَرَبتُ أَخَاكَ»، فقد يظنُّ المخاطَب – مستعظماً أمر الضرب - أنَّ القصد ليس الضرب فعلاً وإنَّما التوبيخ مثلاً، أمَّا إذا ذُكِرَ المفعول المطلق وقِيل: «ضَرَبتُ أَخَاكَ ضَرباً» فإنَّ قصد المتكلِّم يصبح واضحاً في حصول الضرب حقيقةً، فالمفعول المطلق يمنع أيَّ تكهُّنات أو تأويلات لمعنى الفعل وذلك بالتأكِيد على معناه الأصلي. ومتى ما حُذِف فعل المصدر المبهم يتغيَّر معناه ليشمل أغراض بلاغيَّة، فيخرج معناه من التأكيد لأنّ المصدر لا يمكن أن يُؤَكِّد ما هو محذوف، ومن هذه الأغراض البلاغيَّة:
1. يُذكَر المفعول المطلق لأغراض طلبيَّة، وهي على أنواع عديدة وفي جميعها يأتي المفعول المطلق مصدراً نائباً عن فعله، ويكون الفعل محذوف وجوباً. ومن هذه الأغراض الأمر، مثل: «إِحسَاناً بِالوَالِدَينِ»، بمعنى: أحسن إليهما. ومنها أيضاً أن يجتمع الأمر والنَّهِي في جملة واحدة، مثل: «تَأَنِّياً لَا عَجَلَةً»، بمعنى: تأنَّى فيما تقوم به ولا تجعل. ومن هذه كذلك الدُّعاء بالخير أو الشرِّ، مثل: «سُقيَا لَكَ»، بمعنى: سَقَاكَ اللَّه، ومثل: «وَيلاً لَكَ»، بمعنى: العذابُ لك.[14]
2. قَد يُذكَر المفعول المطلق للقَسَم، وذلك في مصادر مُضافة في العادة إلى كاف المخاطب، مثل: «عَمرَكَ اللَّه» أو «قَِعِدَكَ اللَّه» أو «قَعِيدِكَ اللَّه». وقد يُستَعمل القَسَم في جملة استفهاميَّة، مثل: «عَمرَكَ اللَّه كَيفَ عَرَفتَ؟»، وقد لا يستعمل في استفهام، مثل: «عَمرَكَ اللَّه لَم أَكذِب».[15]
3. يُذكر المفعول المطلق في جملة استفهاميَّة لغرض التوبيخ، مثل: «أَبُخلاً وَقَد بَذَلَ إِخوَتُكَ؟». وغالباً ما يكون التوبيخ للمُخاطَب، إِلَّا أنَّه قد يكون للمُتَكلِّمِ نَفسه، مثل: «أَغُدَّةً كَغُدَّةِ البَعِيرِ وَمَوتاً فِي بَيتِ سَلُولِيَّة»، قالها عامر بن الطفيل في توبيخ نفسه.[16]
4. يُذكَر المفعول المطلق لتفصيل عاقبة أمرٍ ما، وذلك عندما يجيء المصدر بعد «إِمَّا» التفصيلية، مثل: «قُم مَا بِوِسعِكَ فَإِمَّا نَجَاحاً وإِمَّا فَشَلاً».[17]

## الاستخدام
يستخدم المفعول المطلق لـ:
- توكيد هذا الفعل أو (ما يقوم مقام الفعل) مثل: أحبُّ العلمَ حباً جماً.
- بيان نوعه مثل: سرتُ سير العقلاء.
- بيان عدده مثل: ضربتُ المذنب ضربةً، ضربتين، ضًرَباتٍ (ضرباتٍ: مفعول مطلق منصوب بالكسرة عوضاً عن الفتحة لأنه جمع مؤنث سالم).

يأتي المفعول المطلق نائباً عن فعله مثل: حفظاً الدرس يا محمد. أي «احفظ درسك يا محمد» فـ «حفظاً» مفعول مطلق ناب عن «احفظ».
وإذا حُذِف المفعول المطلق ناب عنه:
1. مرادفه (مثيله في المعنى) مثل: فرحتُ جذلاً «جذلاً بمعنى فرحاً»
2. صفته مثل: اذكروا الله كثيراً (أي اذكروا الله ذكراً كثيراً).
3. الإشارة إليه مثل: أكرمتُهُ ذلك الإكرامَ (يذكر المصدر منصوباً بعد اسم الإشارة)
4. عدده مثل: ركع المصلون أربعَ ركعاتٍ
5. آلته مثل: ضَرَبتُهُ سوطاً
6. لفظاً (كل وبعض) مضافين إلى المصدر مثل: شكرتُهُ كلَّ الشكر، أهمل خالدٌ درسهُ بعض الإهمال

## العامل في المفعول المطلق
العامل في المفعول المطلق هو واحد من خمسة عوامل، والفعل هو العامل الأصلي من بين هذه. والعامل في المفعول المطلق، على اختلاف نوعه، يأتِي على الدوام مُطابقاً في اللفظ المفعول المطلق، وهذا هو ما استَقرَّ عليه جمهور النُّحاة. ويعمل في المفعول المطلق الفعل التَّام المتصرِّف فقط، فلا تعمل فيه الأفعال النَّاقصة ولا الجامدة، فلا يُقال: «كُنتُ تَحتَ الشَّجَرَةِ كًوناً»، ولا يُقال كذلك: «نِعمَ الصُّدقِ نِعماً». ويعمل فيه إلى جانب الفعل بعضاً من أشباه الأفعال، ومن أشباه الأفعال التي تعمل في المفعول المطلق المصدر العامل، مثل: «فَإِنَّ جَهَنَّمَ جَزَاؤُكُم جَزَاءً مَوفُوراً»، فالملاحظ أنَّ «جَزَاءً» مفعول مطلق لم يسبقه أيّ فعل، والعامِل فيه هو المصدر المرفوع قبله المُطَابِق له تماماً من ناحِيَة الاشتقاق والمعنى. ويَعمل في المفعول المطلق الصفة المُشَبَّهة باسم الفاعل الدَّالة على الحدوث والتَجَدُّد، مثل: «مُحَمَّدٌ مُجتَهِدٌ اِبنُهُ اِجتِهَاداً»، أمَّا إذا لم تكن الصفة المشبهة دالة على التجدُّد فلا تنصب مفعولاً مطلقاً، فلا يُقال: «مُحَمَّدٌ أَمِينٌ اِبنُهُ أَمَانَةً»، لأنَّ الصفة المشبهة «أَمِينٌ» لم تأتِ دالَّة على التجدُّد وإنَّما على الثبوت. ويعمل فيه اسم الفاعل، مثل: «المُتَوَاضِعُ فِي حَيَاتِهِ تَوَاضُعاً صَادِقاً يُؤجَر»، حيث المصدر «تَوَاضُعاً» منصوب على المفعولية المطلقة، والعامل فيه هو اسم الفاعل «المُتَوَاضِعُ». ويعمل في المفعول المطلق الاسم المفعول، مثل: «المَقتُولُ قَتلاً خَطَئاً تُدفَعُ لِذَوِيهِ دِيَّةٌ»، المصدر «قَتلاً» يعمل على نصبه الاسم المفعول «المَقتُولُ».
ويكتب سعيد الأفغاني أنَّ العامل في المفعول المطلق هو الفعل أو شبه الفعل من المصدر والمشتقات بشكل عام. ويرى بعض النُّحاة أنَّ هناك ثلاثة عوامل فقط تعمل في المفعول المطلق، ويعمل فيه وفقاً لرأيهم الفعل أو الصفة المشبهة باسم الفاعل أو المصدر العامل، ولا يعمل فيه غير هؤلاء.

## حذف العامل
لا يجوز حذف الفعل العامل في المفعول المطلق المُؤكِّد له، لأنَّ المفعول المطلق المؤَكِّد لمعنى الفعل إنَّما ذُكِر لتقوية معنى الفعل وتوكيده، وحذف هذا الفعل يُبطِل الغاية التي ذُكِر المفعول المطلق لأجلها، ما عدا حالات استثنائية يمكن الحذف فيها، وذلك في أساليب بعضها قياسي والآخر سماعي وُرِدَت عن العرب محذوفة العامل، وبعض من النُّحاة يُخرج المصادر في هذه الأساليب من المصادر المؤَكِّدة ويجعل لها قسماً مختصاً بها. وفي المقابل يجوز حذف الفعل العامل في المفعول المطلق المُبَيِّن للنَّوع أو العدد على الدوام، وذلك إذا دلَّت عليه قرينة لفظية أو معنوية، فيُقال على سبيل المثال: «قَولاً بَلِيغَا» لمن يسأل «مَاذَا تَكَلَّمتَ؟»، وتقدير الجملة قبل حذف الفعل: «قُلتُ قَولاً بَلِيغَا»، فحُذِف الفعل لأنَّ هُناك قرينة لفظيَّة تدلُّ عليه في الجملة الاستفهامية قبله. ومثل القرينة المعنوية قولنا: «حَجّاً مَبرُوراً»، فالعامل في المصدر «حَجّاً» هو فعل محذوف اِستُدِلَّ عليه معنوياً بتحليل تراكيب هذا التعبير، ومن مثله أيضاً: «مَرحَباً بِكَ».
وفي مقابل الحالات السابقة التي يجوز فيها الحذف، فإنَّ هناك مواضع يجب فيها حذف الفعل العامل في المفعول المطلق، وأكثر من تناول هذه المواضع من بين النُّحاة هم شُرَّاح ألفية ابن مالك، وقد فصَّلوا في هذه المواضع وتعمَّقوا فيها. وفي جميع المواضع التي يُحذف فيها الفعل وجوباً يَنُوب المصدر عنه، والمصدر في جميعها يكون من النَّوع المؤِّكد قبل الحذف، ويخرج معناه من التوكيد إلى أغراض بلاغيَّة أخرى وقتما يُحذَف الفعل. ويجب حذف الفعل في الحالات الآتية:
1. إذا كانت دلالة المفعول المطلق على الطلب. وحينها يقع المصدر بدلاً من فعله، فيُحذف الفعل وجوباً ويُقَدَّر من نفس مادَّة المصدر. ويكون الطلب على عدَّة أغراض محدَّدة، فيُحذف الفعل إذا دلَّ المصدر على الأمر، مثل: «صَبراً عَلَى المُصِيبَةِ»، أو النَّهي، مثل: «حِفَاظاً عَلَى الصَّلاةِ لَا إِهمَالاً لَهَا»، أو الدُّعاء بالخير، مثل: «سُقياً لَكَ»، أو الدُّعاء بالشَّرِّ، مثل: «تُعساً لَكَ».[27] ويُحذَف الفعل كذلك إذا سُبِقَ المفعول المطلق بأداة استفهام، ويكون الاستفهام حينها لأغراض بلاغية كالتوبيخ، مثل: «أَعُقُوقاً وقَد أَحَبَّاكَ»، وقد يكون الاستفهام للتوجُّع، مثل: «أَخَسَارَةً وَانهِزَاماً وَقَد بَذَلتُ»، وقد يكون للتعجُّب، مثل: «أَسُكُوتاً عَنِ الحَقِّ وَأَنتَ تَعلَمُ».[28] وقد يَكونُ الاستفهام مُقَدَّراً، أي بدون أن تظهر أداة الاستفهام، مثل: «خُضُوعاً وَرُضُوخاً وَغَيركَ صَامِد».[31] وهذا الأسلوب هو أسلوب قياسي، بمعنى يمكن القياس على هذه المصادر والإتيان بمصادر أخرى واستعمالها بالأسلوب نفسه، ولهذا فهو كثير الاستعمال.[32] وتقدير الأفعال في الأمثلة السابقة يكون على النحو: «اصبِر صَبراً»، «لَا تُهمِل إِهمَالاً». وهناك بضعة مصادر تُستَعمل في الغالب لغرض الدعاء ليس لها فعلاً في الأصل حتَّى يُقدَّر، بمعنى أنَّها لم تُشتَق من أفعال بل هي وُرِدت على هذه الهيئة ولها استعمالات محدودة النطاق، ومن مثل هذه المصادر: «وَيل»، «وَيب»، «وَيح»، «وَيس»، ويُضاف إليها «بَلهاً» و«دَفراً» وهذه ليست للدُّعاء. وتقدير فعل لهذه المصادر يكون ذهنيَّا ولا يُنطق، ويؤتي بفعل مرادف لتقريب المعنى.[33][ملاحظة:2] والمصدر النائب عن فعله لا يُضاف في العادة إذا جاء لغرض الدُّعاء، إلَّا أنَّه قد يُضاف في مواضع نادرة يستقبحها النُّحاة، ومن هذه أن يُقال: «بُعدَكَ»، أو «سُحقَكَ».[14]
2. إذا كان المفعول المطلق من المصادر المسموعة التي تُغنِي عن أفعالها، وهي مثل المصادر السابقة تقع محلَّ فعلها المحذوف المقدَّر من نفس مادَّتِها، غير أنَّ هذه المصادر لا يمكن القياس عليها وتقتصر على عددٍ من المصادر المسموعة كَثُر تداولها حتى صارت كالأمثال، وهي كذلك تأتي في سياقٍ مختلف عن المصادر السابقة، ولا توافقها في الأغراض فلا تأتي هذه المصادر للطَّلب، ومن مثلها: «سَمعاً وَطَاعَةً» و«عَجَباً» و«سُبحَانَ اللَّهِ» و«مَعَاذَ اللَّهِ» «رَيحَانَ اللَّهِ» و«شُكراً».[32] وهذه المصادر في العادة تأتي في جُمل خبريَّة، على عكس المصادر السابقة التي تُستَعمل في جمل إنشائية.[19] ويدخل ضمن هذه المصادر المسموعة مصادر أخرى سُمِعت عن العرب مُثَنَّاة فقط، مثل: «حَنَانَيكَ» و«لَبَّيكَ» و«سَعدَيكَ» و«دَوَالَيكَ» و«حَذَارَيكَ»، والغرض من هذه المصادر ليس التثنية وإنَّما التكثير، وهي لا تُذكر سوى منصوبة على المفعولية المطلقة ولا يكون لها موقعاً إعرابياً أو إعراباً آخر.[34][ملاحظة:3] وتُضَاف إليها كذلك مصادر أخرى تُذكَر في الجملة للاستجابة لأمرٍ يسبقها، مثل: «أَفعَلُهُ كَرَامَةً وَمَيسَرَةً»، أو لرفض الاستجابة، مثل: «لَا أَفعَلُهُ وَلَا كَيداً وَلَا هَمّاً»، ويُقال كذلك في أسلوب مماثل: «لَا فَعَلتُهُ وَرَغماً وَهَوَاناً».
3. إذا جاء المفعول المطلق مصدر في أسلوب الخبر وأغنى عن فعله، بحيث يكون الفعل المحذوف هو في الأصل خبر المبتدأ قبله، ويُشترط في ذلك أن يكون المبتدأ اسم ذات وليس اسم معنى، ويُشترط كذلك أحد الأمور التالية: أن يكون المصدر مُكَرَّراً، مثل: «الرَّجُلُ أَمَانَةً أَمَانَةً»، أو أن يكون المصدر محصوراً فيه، مثل: «مَا المَدرَسَةُ إِلَّا عِلماً» أو «إِنَّمَا المَدرَسَةُ عِلماً»، أو أن يُعطفَ على المصدر، مثل: «السَّاعَةُ تَحَرُّكاً وَدَوَرَاناً»، أو أن تدخل أداة استفهام على المبتدأ، مثل: «أَأَنتَ صُدقاً».[32][35][36][37] أمَّا إذا لم يكن المبتدأ اسم ذات وجيء باسم معنى فلا يُنصب المصدر ويُعرب خبراً مرفوعاً، مثل: «التَعَثُّرُ أَلَمٌ أَلَمٌ». وفي جميع هذه الجمل يكون المعنى المفهوم من المصدر واقع وحاصل قبل الكلام، ويظلُّ وقوعه مُستَمِرّاً حتى الفترة التِي يحصل فيها التَكَلُّم.[38] وتُعرب جميع المصادر المنصوبة في الأمثلة السابقة مفعول مطلق لفعل محذوف وجوباً يُقَدَّر من مادَّة المصدر، فيُقَدَّرُ مثلاً: «السَّاعَةُ تَحَرَّكَت تَحَرُّكاً وَدَارَت دَوَرَاناً».
4. إذا جاء المفعول المطلق بعد «إِمَّا» التفصيلية، مثل: «سَأَجتَهِدُ إِمَّا فَوزاً وَإِمَّا خَسَارَةً».[30][39] ويأتي المصدر بعد «إِمَّا» التفصيلية لتفصيل مجمل ما سَبَقه، ويأتي كذلك لبيان عاقبة مَا فَصَّله.[40] وتتحقَّق هذه الأغراض بحذف الفعل، وما كانت لتتحقَّق بدون حذفه، أمَّا إذا ذُكِر الفعل ستقتصر دلالة المصدر حينها على توكيد معنى الفعل فقط: «سَأَجتَهِدُ إِمَّا أَفُوزُ فَوزاً وَإِمَّا أَخسَرُ خَسَارَةً». ويجوز في هذا الأسلوب الاستعاضة عن «إِمَّا» المُكَرَّرة بحرف العَطف «أَو»، فقد يُقال: «سَأَجتَهِدُ إِمَّا فَوزاً أَو خَسَارَةً»[41]
5. إذا ذُكِرَ المفعول لأجله بعد جملة تحمل معناه في النصِّ أو الاحتمال، وتحتوي على فاعل المصدر المذكور بعدها، ودائماً ما تكون هذه الجملة تشبيهيَّة تُشَبِّه الفاعل والمعنى المشترك بما أُضِيف المصدر إليه، مثل: «عِنَدَكَ أَخلَاقٌ أَخلَاقَ الحُكَمَاءِ».[35][39] حيث «أَخلَاقَ» مفعول مطلق لفعل محذوف وجوباً، واشتَملَت الجملة الاسميَّة قبله «عِنَدَكَ أَخلَاقٌ» على صاحبه، وهو ضمير الكاف للمخاطب، واشتملت كذلك على معنى المصدر، ودلَّ معنى الكَلام على تشبيه المصدر المرفوع على الابتداء المرتبط بالضمير، تُشَبِّهه بالمصدر المشابه له المُضاف إلى ما اختصَّ به التشبيه. ويشترط بعض النُّحاة ألَّا تشتمل الجملة قبل المصدر على ما يصلِحُ للعمل،[39] بينما يجيز البعض الآخر اشتمالها على فعل علاجي، مثل: «اِلتَقَيتُ بِأَخِيكَ فَإِذَا لَهُ أَخلَاقٌ أَخلَاقَ الحُكَمَاءِ».[42] ويُشتَرطُ في المصدر ليصُحَّ نصبه على المفعولية المطلقة في هذا الأسلوب أن يكون دالّاً على الحدوث، فإذا كانت دلالته على الثبوت والجمود لم يصح إعرابه مفعولاً مُطلقاً. ولا يُعرَب مفعولاً مُطلقاً إذا لم تسبقه جُملةً تامَّة، حتى وإن تحقَّقت الشروط الأخرى، مثل: «أَخلَاقُ مُحَمَّدٍ أَخلَاقُ الحُكَمَاءِ». ولا يُعرب مفعولاً مُطلقاً إذا لم تشتمل الجملة قبله على صاحِبِه، مثل: «فِي المَقبَرَةِ أَصوَاتٌ أَصوَاتُ أَموَاتٍ».[43]
6. إذا كان المفعول لأجله مصدراً مُؤَكِّداً لمضمون جُملة قبله، مثل: «سَجِّلِ الهَدَفَ تَهدِيفاً»، وأحياناً يجيئ المفعول المطلق للتأكيد على مضمون الجملة وكذلك لإزالة أيَّ مؤشِّر على المجاز في مضمونها، مثل: «هَذِهِ قَصِيدَتِي حَقّاً». والمصدر الذي يقتصر على التأكيد يُسمَّى المُؤَكِّد لنَفسه، وذلك لأنَّ تسجيل الهدف هو ذاته التهديف، أمَّا المصدر الذي جاء للتأكيد وإزالة المجاز فيُسَمَّى المُؤَكِّد لغيره، وذلك لأنَّه جاء مُؤَكِّداً على المضمون الأصلي لجملة لا تُشابهه في المعنى وتحمل معنى مغاير عن معناه، وفي الوقت ذاته نافياً أيَّ معنى مجازي قد يُفهم من الجملة، كأن يظنُّ المُخاطب أن القائل: «هَذِهِ قَصِيدَتِي» قد قالها حُبّاً فيها وتفضيلاً لها عن غيرها.[44][45] ويُستعمل في هذا السياق، أي لدفع المجاز، مصادر أخرى غير «حَقّاً»، ومن هذه المصادر: «بَتَّةً»، «البَتَّة»، «بَتَاتاً»، «بَتّاً»، «قَطعاً»، «جِدّاً».[46][47]

## تقسيم
المفعول المطلق قسمان مبهم ومؤقت.

### المبهم
المبهم هو ما لا نزيد دلالته على دلالة الفعل أي أن مدلوله مدلول الحدث بلا زيادة شيء عليه من وصف أو عدد. سمي مبهما لعدم تبين نوع أو عدد وهو لا محالة يكون لتوكيد عامله، نحو ‍ضربت ضربا، ولا يثنى ولا يجمع لدلالته على الماهية من حيث هي هي.

### المؤقت
المؤقت، ويسمى المحدود أيضا، هو ما يزيد معناه على معنى عامله، سواء كان للنوع وهو المصدر الموصوف (سواء كان الوصف معلوما من الوضع نحو ‍رجع القهقرى أو من الصفة مع ثبوت الموصوف نحو ‍جلست جلوسا حسنا أو مع حذفه نحو ‍عملت صالحا أي عملا صالحا)، أو من كونه صريحا منبئا كونه بمعنى المصدر لفظه نحو ‍ضربته أنواعا من الضرب أو الإضافة نحو ‍ضربت أشد الضرب، أو من كونه مثنى أو مجموعا لبيان اختلاف الأنواع نحو ‍ضريبته ضربتين أي مختلفتين، أو من كونه معرفا بلام العهد نحو ‍ضربته الضرب عند الإشارة إلى ضرب معهود، أو كان للعدد في المرة وهو الذي يدل على عدد المرات معينا كان العدد أو لا؛ سواء كان العدد معلوما من الوضع نحو ‍ضربت ضربة أو من الصفة نحو ‍ضرب ضربا كثيرا أو من العدد الصريح المميز بالمصدر نحو ‍ضربته ثلاث ضربات أو غير المميز به نحو ‍ضربتها ألفا أو من الآلة الموضوعة موضع المصدر نحو ‍ضربته سوطا و‍سوطين و‍أسواطا؛ فإن تثنية الآلة وجمعها لأجل تثنية المصدر وجمعه وقيامهما مقامه، فيكون الأصل فيه ‍ضربت ضربة بسوط و‍ضربتين بسوطين و‍ضربات بأسواط.

### أنواع المفعول المطلق
يأتي المفعول المطلق على ثلاثة أنواع. فهو إمَّا يكون مصدراً مؤكِّداً لمعنى الفعل، مثل: «كَسَّرتُ الزُّجَاجَ تَكسِيراً»، وقد يكون المفعول المطلق مصدراً مُبيِّناً للنوع، مثل: «حَلِمتُ حُلماً جَمِيلاً»، ويأتي المفعول المطلق كذلك مصدراً مُبيِّناً للعدد، مثل: «رَمَيتُ رَميَةً» أو «رَمَيتُ رَميَتَينِ». وتُسَمَّى المصادر المُؤَكِّدة للفعل مصادر مُبهَمة، أمَّا المصادر المُبيِّنة للنوع أو تلك المُبيِّنة للعدد فتُعرف بالمصادر المُختَصَّة أو المُبَيِّنة، بسبب الاتصاف الزائد الذي تختصُّ به.
تختلف أحكام المفعول المطلق باختلاف أنواعه، فنجد أنَّ المفعول المُطلق المُؤَكِّد لا يجوز تقدُّمَه على عامله، فلا يُقال: «اِستِغفَاراً اِستَغفَرتُ»، بينما يجوز هذا الأمر في المفعول المطلق المُبَيِّن، فيجوز القول: «اِستِغفَارَ الزَاهِدِينَ اِستَغفَرتُ» أو «ضَربَتَينِ ضَرَبتُ الجِدَارَ». أمَّا إذا كان المفعول المطلق من الأسماء التي لها الصدارة في الكلام، فيَجِب عندها تقديمه على عامله ولا يجوز تأخُّره، مهما كان النَّوع الذي صُنِّف إليه. ويمتنع تثنية أو جمع المفعول المطلق المُؤَكِّد، لأنَّه يُذكَر في الجملة على نِيَّة تكرار الفعل والفعل لا يُثنَّى ولا يُجمَع، وفي المقابل تجوز التثنية والجمع في المفعول المطلق المُبَيِّن بنَوعَيه، فيُقال: «». ولا يجوز حذف العامل في المفعول المطلق إذا كان مُؤَكِّداً، بينما يجوز هذا الأمر في المفعول المطلق المُبَيِّن مع وجود قرينة لفظية أو معنوية تدلُّ عليه.

### المصدر المؤَكِّد
المصدر المؤكِّد هو ما يأتي من مضمون الفعل دالّاً على الحدث الذي يدلُّ عليه الفعل، مثل: «كَسَّرتُ الزُّجَاجَ تَكسِيراً»، بدون دخول أي زيادة عليه فلا يلحقه ما يبُّن عدده أو ما يَصِفه، وهو كذلك لا يُمَثِّل أيَّ إضافة جديدة في فائدة الجملة سِوى أنَّه يقوم بمُجَرَّدِ التأكيد على معنى ما قبله. ويُذكر المفعول المطلق المُؤَكِّد بمنزلة تكرير الفعل.[ملاحظة:4] والمصدر المؤكِّد له أحكاماً عديدة يتمَيَّز بها عن غيره من الأنواع، فهو لا يُثَنًّى ولا يُجمع ولا يؤتَى به متعدِّداً، وفي جميع الأحوال لا يكون سوى لفظاً واحداً دالّاً على الإفراد، وذلك لأنَّ المصدر المؤَكِّد يأتي دالّاً على الجَوهر الذي يجمع ما بين القليل والكثير، وهو لا يدلُّ على الكمِّية وإنَّما يدلُّ على الماهية.
غالباً ما يذكرُ النُّحاة أنَّ المصدر المؤَكِّد يأتي لتأكيد الفعل، غير أنَّ رضي الدين الاستراباذي وغيره ذهبوا إلى أنَّه يؤَكِّد المصدر الذي اُشتُقَّ الفعل منه وليس الفعل، وذلك لأنَّ تأكيد الفعل يقتضي تأكيد دلالته على الحدث والزَّمان كليهما، بينما المصدر في أسلوب المفعول المطلق يأتي مُؤَكِّداً على الحدث المُجرَّد من الزمان، ولهذا فهو يؤكِّد مصدر الفعل وليس الفعل.

### المصدر المُبَيِّن للنَّوع أو العدد
وقد يكون المفعول المطلق مصدراً مُبيِّناً للنوع، مثل: «حَلِمتُ حُلماً جَمِيلاً»، والتَبيين في المفعول المطلق المُبَيِّن للنَّوع قد يكون بالنَّعت، كما هو الحال في المثال السابق، وقد يكون بالإضافة، مثل: «قُلتُ قَولَ حَقٍّ»، وقد يكون بإقران المصدر بأل العهديَّة، مثل: «مَشَيتُ المَشيَ». ويجوز تثنية أو جمع المصدر المُبَيِّن للنَّوع على رأي جمهور النُّحاة، فيمكن القول: «قُلتُ قَولَي حَقٍّ» أو «قُلتُ أَقوَالَ حَقٍّ». ويأتي المفعول المطلق كذلك مصدراً مُبيِّناً للعدد، مثل: «ضَرَبتُكَ ضَربَةً» أو «ضَرَبتُكَ ضَربَتَينِ»، ويُذكَر هذا النَّوع من المفعول المطلق لبيان عدد مرَّات وقوع الفعل، وقد يكون هذا العدد معلُوماً، كالمثال السابق، وقد يكون كذلك مُبهماً، مثل: «ضَرَبتُكَ ضَرَبَاتٍ»، بدون تحديد عدد الضربات. ويكون العدد معلوماً عند تثنية وإفراد المصدر ويكون غير معروفاً عند الجمع. وفي جملة مثل: «رَمَيتُ الكُرَةَ مَرَّتَينِ» يجعل بعض النحاة «مَرَّتَينِ» مفعول مطلق، فيجيزون في هذا النَّوع ألَّا يكون المفعول المطلق مصدر مُشتَق من الفعل.
ينكِر يوسف الصيداوي مجيء المفعول المطلق مُبَيِّناً للعدد، ويرى أنَّ ما يُسَمُّونه النُّحاة تبيين للعدد هو إفراد وتثنية وجمع، وينكرُ أيضاً مجيئه مُبَيِّنا للنَّوع، وحجَّته في هذا أنَّ تبيين النَّوع بالإضافة أو النَّعت وقع على المصدر وليس الفعل، وبحذف المُضاف إليه والصِّفة يصير المصدر مُؤَكِّداً.

### المصدر النائب عن فعله
راجع: حذف عامل المفعول المطلق
يضيف كثير من النُّحاة نوعاً آخراً إلى الصور الثلاثة المذكورة، وهي المصدر عندما يأتي نائباً عن فعله مستغنياً عنه، فيُعرب مفعولاً مُطلقاً لفعل محذوف وجوباً، مثل: «صَبراً جَمِيلاً»، وفي العادة يضمُّ النُّحاة المصادر على هذه الصورة إلى أحد الأنواع الثلاثة المذكورة سابقاً، بأخذ الاعتبار أنَّها جاءت مُؤَكِّدةً أو مُبَيِّنة لفعل من نفس مادَّة المصدر ولكنَّه ليس ظاهراً، وبعد إظهاره يصير المصدر مؤَكِّداً أو مُبَيِّناً: «اصبِر صَبراً جَمِيلاً». ويستدلُّ النُّحاة القائلون بالفصل بين الاثنين على صحَّة مذهبهم بالإشارة إلى أنَّ المصدر المؤكَّد يظهر في الجملة لتأكيد الفعل، بينما المصدر النائب عن فعله لا يمكن أن يؤكِّد فعله لأنَّ فعله محذوف على الدوام، فلا يمكن حذف فعل المصدر المُؤَكِّد كما لا يمكن للمصدر أن يُؤَكِّد فعل محذوف. ومِمَّن أخذ بهذا الرأي من النُّحاة المعاصرين: سعيد الأفغاني، عبد السلام هارون،
ويدخل ضمن هذا النَّوع تعابير شائعة مأثورة انتشرت كذلك في اللغة العربية المعاصرة، وفي جميعها يُحذف الفعل العامل في المفعول المطلق، ومن هذه التعابير: حَسَناً، عَفواً، شُكراً، مَعذِرَةً، مَرحَباً، أَيضاً، فِعلاً، سُحقاً، تَبّاً، بُعداً، قَسَماً، أهلاً وسَهلاً، حَقّاً، قَطعاً، هَنِيئاً، جِدّاً، خُصُوصاً، تَحِيَّةً طَيَّبَةً. وهناك جزء من هذه المصادر تُلازم النَّصب على المفعولية المُطلقة ولا تتخذ موقعاً إعرابياً آخراً، والمصادر على هذه الشاكلة تُسَمَّى مصادر غير متصرِّفة، وهي مصادر سماعية عددها قليل، ومن مثلها: «سُبحَانَ اللَّهِ»، «مَعَاذَ اللَّهِ»، «دَوَالَيكَ». وهناك مصادر غير متصرِّفة تتميَّز عن غيرها بأنَّها لم تُشتَق من أفعال، بمعنى أنَّها مصادر بدون أي أفعال، ومن مثل هذه المصادر: «وَيل»، «وَيب»، «وَيح»، «وَيس»، «بَلهاً»، «دَفراً».

### التعريف والتنكير
من ناحية التعريف والتنكير يأتي المفعول المطلق على ثلاثة صور، فهو يكون اسماً مُعرَّفاً بأل التعريف، مثل: «دَمَّرتُ الجِدَارَ التَدمِيرَ»، ويأتي كذلك مُعرَّفاً بالإضافة، مثل: «رَكَضتُ رُكُوضَ العَدَّائِين»، ويُذكر أيضاً مُنَكَّراً مُجَرّداً من أل التعريف أو الإضافة، مثل: «اِنتَبَهتُ لِلدَّرسِ اِنتِبَاهاً».

## صور المفعول المطلق
لا يأتي المفعول المطلق سوى مصدراً مُشتقّاً من حروف الفعل. والمفعول المطلق المُؤَكِّد للفعل لا يكون إلَّا مفرداً، فلا يُقال سوى: «لَكَمتُ لَكماً» على نِيَّة التأكيد وتكرار الفعل، أمَّا المفعول المطلق المُبَيِّن للعدد فيُمكن تثنيته أو جمعه، فيُقال: «لَكَمتُ لَكمةً واحِدَة» أو «لَكَمتُ لَكمَتَينِ» أو «لَكَمتُ لَكَمَاتٍ»، وكذلك يُثَنَّى ويُجمَع المفعول المطلق المُبَيِّن للنَّوع، فيُقال: «لَكَمتُ لَكمَتَي الاِنتِصَارِ» أو «لَكَمتُ لَكمَتَاتِ الاِنتِصَارِ». وهنَاك أربعة أنواع من المصادر تُنصَب على المفعولية المطلقة، فالمصدر في المفعول المطلق إمَّا يكون مصدراً أصليّاً، مثل: «فَحَصتُهُ فَحصاً»، وإمَّا يكون مصدراً ميميّاً، مثل: «كَاتَبتُهُ مُكَاتَبَةً»، وإِمَّا يكون مصدر المرَّة، مثل: «ضَرَبتُ ضَربَةً»، وإِمَّا يكون مصدر الهَيئَة، مثل: «عِشتُ عِيشَةً جَمِيلَةً». والنَّوع الأوَّل هو الأكثر استعمالاً، ويدلُّ على حدوث الفعل المجرَّد، وهو الفعل ذاته المُشتَقّ منه. والنَّوع الثانِي يُبدأ بِميمٍ زائدة، ولا يختلف كثِيراً في الدَّلالة عن النَّوع الأوَّل سوى أنَّه يدلُّ على التَكثِير. والنَّوع الثالث يدلُّ على الحدث الذي يحصل مرَّةً واحدةً فقط في زمن وقوع الفعل. أمَّا النَّوع الرابع فيُذكر للدلالة على الهَيئَة وقتَ وقوع الفعل.
والمفعول المطلق لا يأتي اسم مصدر على الإطلاق، فلا يُنصَب على المفعولية المطلقة سوى المصادر المُشتَقَّة اِشتِقَاقاً قياسيّاً ومُباشراً من الفعل، أمَّا أسماء المصادر المنصوبة في جمل من مثل: «أَعطَيتُ عَطَاءً» أو «اِغتَسَلتُ غَسلاً» فلا تُعربُ مفعول مُطلق، وإنَّما تُعرب نائب عن المفعول المطلق، لأَنَّ المصدر المُشتَق من الفعل «أَعطَى» هو «إِعطَاء» وليس «عَطاء»، ولا يؤَكَّد الفعل إلَّا بمصدره لأنَّ التأكيد يأتي على نيَّة تكرار الفعل، وبناءً على هذا عُدَّ اسم المصدر المؤَكِّد لمعنى فعل أو المبيِّن للنَّوع أو العدد نائب عن المفعول المطلق، وبالمثل فإنَّ مصدر الفعل «اِغتَسَلَ» هو «اِغتِسَال» وليس «غَسل» المستعمل في المثال. ويَخرُج من المفعول المطلق الخبر الذي يُؤتَى به من نفس مادَّة المبتدأ، مثل: «غِنَائُكَ غِنَاءٌ جَمِيل»، فحتَّى وإن اشتمل الخبر على بعض أغراض المفعول المطلق وشاركه في بعض النواحِ، فهو يظلُّ مرفوعاً على الخبرية ولا يُعَدُّ مفعولاً مطلقاً. ويخرجُ الحال كذلك عن المفعول المطلق، فإذا قيل: «تَبَسَّمَ فَرِحاً» فإنَّ اسم الفاعل «فَرِحاً» منصوب على الحالية وليس المفعولية المطلقة.
ذهب بعض النُّحاة، أشهرهم ابن الحاجب وغيره، إلى أنَّ المفعول المطلق قد يجيء جملة محكيَّة بالقول، مثل: «قَالَ مُحَمَّدٌ: عَمرُو آتٍ»، بنصب الجملة المحكيَّة بالقول «عَمرُو آتٍ» محلّاً على المفعولية المُطلقة، لأنَّ هذه الجملة تؤول بالمصدر المُشتق من الفعل «قَالَ»: «قَالَ مُحَمَّدٌ: قَولاً» حيث القول هو «عَمرُو آتٍ».

## النائب عن المفعول المطلق
أحياناً ينوب عن المصدر المنصوب على أنَّه مفعول مطلق لفظٌ آخر ليس مُشَتقّاً من لفظ الفعل، وقد لا يكون حتَّى مصدراً، ويؤدِّي نفس الوظيفة المعنوية والدلالية التي يقوم بها المفعول المطلق، ويأخذ حُكمه في الإعراب، ويُسَمَّى هذا اللفظ حينها النائب عن المفعول المطلق ويُسَمَّى أحياناً النائب عن المصدر. ويَنُوب عن المفعول المطلق ما يدلُّ عليه، ويحدث ذلك في المواضع التي لا يستطيع فيها المصدر القيام بالمعنى المطلوب، فينوب عنه ما يُشاركه في الدلالة. وينُوب عن المفعول المطلق ما يأتِي:
1. يَنُوبُ عنه ما يُحَدِّد درجة توكيد الفعل. ويدخل ضمن هذا البند ألفاظ تلائمت مع الدور الذي يقُوم به المفعول المطلق فأخذت موقعه في الإعراب، ومن هذه الألفاظ: «كُلّ»، مثل: «أُحِبُّكَ كُلَّ الحُبِّ»، و«بَعض»، مثل: «اَشفِقُ عَلَيكَ بَعضَ الشَّفَقَةِ»، و«حَقّ»، مثل: «أَعرِفُكَ حَقَّ المَعرِفَةِ»، و«أَيَّ»، مثل: «أُقَدِّرُكَ أّيَّ تَقدِيرٍ».[1] ويُشترط في هذه الألفاظ إضافتها إلى مصدر بعدها، بحيث يكونُ هذا المصدر مُطابِقاً المصدر المحذوف الذي أُنِيبَ عنه.[55][72] وينوبُ «كُلّ» عن المفعول المطلق للدلالة على الكُلِّيَّة في التوكيد، أما «بَعض» فينوب عن المفعول المطلق للدلالة على الجُزئية أو البعضية،[66] بينما يرى البعض أنَّ «كُلّ» و«بَعض» لا تنوبان عن النوع المؤَكِّد من المفعول المطلق، فتقتصر دلالتها على الكُليَّة والجزئية في تبيين النوع والعدد لا في التأكيد.[73] وتُسَمَّى «أَيَّ» المُستعملة في هذا السياق أَي الكمالية، بسبب دلالتها على الكمال المطلق، وهي تطابق ما تدلُّ على كماله من ناحية التذكير والتأنيث، فيُقال: «أَكرَهُكَ أَيَّةَ كَرَاهِيَّةٍ» بدخول تاء التأنيث المربوطة على «أَيَّ».[24][73] وفي بعض الأحيان تُلحَقُ ألفاظ أخرى بتلك المذكورة، ومن هذه الألفاظ المُلحَقة «يَسِيرَ» بمعنى قليل أو بعض، مثل: «كَلَّفتُهُ يَسِيرَ التَكلِيفِ»، و«جَمِيع» بمعنى كُل، مثل: «»، و«عَامَّة» بمعنى كُل، مثل: «»، و«نِصف» بمعنى بعض، مثل: «»، و«شَطر» بمعنى بعض، مثل: «».[74] ويلغي بعض النُّحاة هذه البند، ويَضُمُّون هذه الألفاظ إلى بندٍ آخر، وهو البند الخاص بنصب الصِّفة التي اتَّصف بها المصدر على المفعولية المطلقة بعد حذف الفعل، ويرى هؤلاء أنَّ «كُلّ» و«بَعض» وغيرهما من الألفاظ السابق ذكرها هي في الأصل نعت لمصدر محذوف قبلها، فتُؤَوَّل الجمل السابقة على النَّحو: «أُحِبُّكَ حُبّاً كُلَّ الحُبِّ» و«اَشفِقُ عَلَيكَ شَفَقَةً بَعضَ الشَّفَقَةِ» و«أُقَدِّرُكَ تَقدِيراً أّيَّ تَقدِيرٍ».[17][48]
2. ينُوبُ عنه النعت الذي اِتَّصف به. فيُقال: «تَدَفَّقَت المِيَاهُ كَثِيراً»، حيث «كَثِيراً» مفعول مطلق، والأصل أن يكون نعتاً لمصدر قبله: «تَدَفَّقَت المِيَاهُ تَدَفُّقاً كَثِيراً». وتنوب الصِّفة عن المصدر لغرض توسيع الدلالة لتشمل معانٍ أخرى محتملة، بحيث لا تكون مقتصرة على معنى الفعل فقط، فقد يكون القصد من المثال السابق «بِسُرعَةٍ كَثِيرة» أو «بِكَمِّيةٍ كَثِيرة» أو «زَمَناً كَثِيراً» أو أيّ معنى آخر محتمل، وهذا التعدُّد يُزِيد من قوَّة التعبير، من ناحية أنَّ الصفة لن تكون منطبقة على معنى واحد فقط، مثلما هو حاصل عند ذكر المصدر، بل ستتعدى ذلك لتشمل أيَّ معنى يمكن أن تستقيم به الجملة.[75] ويحدث في بعض الأحيان أن تُحذَف هذه الصفة ويتعلَّق بها شبه جملة من الجار والمجرور، فتُعرب شبه الجملة في محلِّ نصب نائب عن المفعول المطلق، وتُحذف الصفة فقط عندما تجيء شبه الجملة من حرف الكاف و«مَا» المصدرية بين فعلين متشابهين، مثل: «أُحِبُّ الشِعرَ كَمَا أُحِبُّ الرِوَايَةَ».[76]
3. ينُوبُ عنه ما يرادفه ويُشارِكه في المعنى، مثل: «فَزِعتُ خَوفاً» أو «قُمتُ وُقُوفاً» أو «قَعَدتُ جُلُوساً». وهذه المصادر البديلة لا تطابق المصادر الأصلية المُشتَقَّة من الفعل ولكنَّها تقاربها في المعنى وتشاركها الكثير.[77] ويرى بعض النُّحاة أنَّ هذه المصادر هي في الأصل مُضاف إِليها المصادر الأصلية المُشتَقَّة مباشرة من الفعل، فَلمَّا حُذِفت المصادر الأصلية ناب عنها المصادر المرادفة، فيكون تقدير الجملة السابقة على النَّحو: «قَعَدتُ قُعُودَ جُلُوسٍ».[78]
4. ينُوبُ عنه ما يُشابهه في مادَّته، مثل: «وَتَبَتَّل إِلَيهِ تَبتِيلاً» فالملاحظ أنَّ مصدر «تَبَتَّل» هو «التَبَتُّل»، أمَّا «التَبتِيل» المنصوب في المثال فهو مصدر الفعل «بَتَّلَ» على صيغة «فَعَّلَ»، والمصدران مختلفان جزئياً في الجذر اللغوي من ناحية الصيغة والتصريف ولكنَّهما يتشاركان الكثير في المعنى ويتشابهان إلى حدٍّ كبير في اللَّفظ، وهذا الترادف بينهما والتشابه في الجذر اللغوي هو ما سَمَح لأحدهما أن ينوب عن الآخر.[79] وإنابة مصدر عن مصدر آخر يُشابهه في مادَّته فيه توسُّع في المعنى، فيكتسب المصدر المُناب معنى المصدر المُناب عنه من الفعل والمفعولية المطلقة، وذلك إلى جانب دلالته الأصلية التي تبقى قائمة.[75] ويدخل أيضاً ضمن هذا البند اسم المصدر، حيث يمكن لاسم المصدر أن ينوب عن المصدر الذي يشاركه في المادَّة، مثل: «تَوَضَّئتُ وُضُوءاً»، و«وُضُوءاً» في المثال السابق هو اسم مصدر من الفعل «تَوَضَّأَ»، بينما المصدر منه هو «تَوَضُّؤ».[80] والفرق بين المثالين السابقين هو أنَّ المصدر «التَبتِيل» في المثال الأوَّل ليس مُشتقاً من الفعل ولكنَّه شاركه جزئياً في مادَّته ومعناه، أمَّا اسم المصدر «وُضُوءاً» في المثال الثاني فهو مُشتقٌّ بالكامل من الفعل ولكنَّه لم يُشتَق اِشتِقَاقاً قياسيّاً وقد نقصت حروفه الأصلية عن حروف الفعل. وهناك من النُّحاة من يضع اسم المصدر في بند منفصل خاص به، ويجعل الاشتراك في الجذر اللغوي كموضع للإنابة عن المفعول المطلق مقتصر على المصادر فقط.[48] ويُضاف إلى هذا البند أسماء الذات التي تُشابه المصدر في مادَّتِه، فيمكن لهذه أن تنوب عنه، مثل: «وَاللَّهُ أَنبَتَكُم مِنَ الأَرضِ نَبَاتاً»، فالملاحظ أنَّ «نَبَاتاً» ليس مصدراً لفعل مُشابه ولا هو اسم مصدر من الفعل نفسه، ولَكِنَّه اسم ذات شابه المصدر الأصلي «إِنبَات» في مادَّته وهي «نَ بَ تَ».[25][57]
5. ينُوبُ عنه ما أُضِيف إليه لتبيين النَّوع. مثل: «رَجَعَ القَهقَرَى»، والأصل أن تكون الجملة على النَّحو: «رَجَعَ رُجُوعَ القَهقَرَى». ومن مثله: «جَلَسَ القُرفُصَاءَ»، والأصل: «جَلَسَ جُلُوسَ القُرفُصَاءَ».
6. ينُوبُ عنه ما ذُكِرَ لتبيين عدده، وهي أسماء تدلُّ على عدد مرات وقوع المصدر، وغالباً ما تكون أسماء أعداد، مثل: «هَدَّفتُ فِي المَرمَى أَربَعَةَ أََهدَافٍ». ومن الممكن حذف المُضاف إليه في هذا الأسلوب، لسهولة التعرُّف إليه، فيُقال: «هَدَّفتُ فِي المَرمَى أَربَعاً».[81] وأسماء الأعداد في هذا الأسلوب تكون إمَّا مُضافةً إلى مصدر بعدها أو تكون مُمَيَّزة بهذا المصدر.[82]
7. ينُوبُ عنه اسم الإشارة إذا تَقدَّم عليه، وغالباً ما يلحقه المصدر الذي نابَ اسم الإشارة عنه. وفي بعض الحالات يشير اسم الإشارة إلى مفعول مطلق آخر في جملة متقدِّمة، مثل: «اَحتَرِمُ الشُّجَاعَ اِحتِرَاماً، وَاَحتَرِمُكَ هّذَا الاِحتِرَامَ»،[27][83] وفي بعض الأحيان يُشِير إلى المصدر الذي جاء بعده، فيُقال: «صَمَدتُ ذَلِكَ الصُمُودَ».[25] والأصل قبل إنابة اسم الإشارة عن المصدر أن يُقال: «اَحتَرِمُ الشُّجَاعَ اِحتِرَاماً، وَاَحتَرِمُكَ الاِحتِرَامَ هّذَا».[28] ويُذكَر بعد اسم الإشارة المصدر الذي أُنِيبَ عنه، ويُعرب المصدر بدلاً من اسم الإشارة ويتبعه في الإعراب،[81] بينما يرى البعض أنَّ المصدر يُعرب معطوفاً عطف البيان.[25] ولا يُشتَرَط أن يلحق اسم الإشارة مصدر، فقد يُقال: «تَعَلَّمتُ هَذَا»، جواباً لمن يسأل: «هَل تَعَلَّمتَ عِلماً نَافِعاً؟»، وعندها يُنصب اسم الإشارة محلاً على المفعولية المطلقة.[74]
8. ينُوبُ عنه اسم الآلة المشارك له في الجذر اللغوي، مثل: «طَرَقتُهُ مِطرَقَةً». ومن النُّحاة من يُؤَوِّل الجملة السابقة على النَّحو: «طَرَقتُهُ طَرقَ مِطرَقَةٍ».[84] ويُشترط في اسم الآلة أن تكون الآلة مُرتَبِطَةً بالفعل وليس فقط مُشاركةً إيَّاه في الجذر اللَّغوي، فأسماء الآلات التي اندثرت ولم تعد تُستَعمل واستُبدِلَت – لَغوياً وفي الواقع - بآلات أخرى، لا يصحُّ إنابتها عن المفعول المطلق. وهناك فريق من النُّحاة يُجِيز ألَّا تشترك اسم الآلة مع الفعل في المادّة، فيجُوز وفقاً لما ذهبوا إليه أن يُقال: «قَطَّعَ النَّجَّارُ الخَشَبَةَ مِنشَاراً»، والملاحظ أنَّ اسم الآلة «مِنشَاراً» لا يُشارك الفعل في شيء من جذره اللغوي.[74]
9. يَنُوبُ عنه ما يدلُّ على هيئته، وذلك من ألفاظ على النَّحو: «وَثَبَ وَثبَةَ الأَسَدِ».[74]
10. يَنُوبُ عنه ما يدِلُّ على زمنه، مثل: «أَلَم تَغتَمِض عَينَاكَ لَيلَةَ أَرمَدَا».[74]
11. ينُوبُ عنه الضمير المتَّصل المنصوب العائد على مفعول مطلق آخر، بشرط أن يكون الفعلان العاملان في كليهما متشابِهَين، مثل: «أُحِبُّ أَخِي حُبّاً، لَا أُحبُّهُ أَحَداً سِوَاهُ»، حيث الضمير المتصل بالفعل « أُحبُّ» في محلِّ نصب نائب عن المفعول المطلق، والتقدير: «أُحِبُّ أَخِي حُبّاً، لَا أُحبُّ الحُبَّ - ذلك - أَحَداً سِوَاهُ».[85]
12. تَنُوبُ عنه «أَيّ» الاستفهاميَّة، مثل: «أَيَّ اِمتِحَانٍ اِمتَحَنتَ؟»، وتَنُوبُ عنه كذلك «مَا» الاستفهاميَّة، مثل: «مَا حَفِظتَ الأَمَانَةَ!؟»، وذلك على التقدير: «أَيَّ حِفظٍ حَفِظتَ الأَمَانَةَ!؟».[86] حيث «أَيَّ» و«مَا» في المثالين السابقين نائب عن المفعول المطلق منصوب بالفتحة الظاهرة في «أَيَّ» والمُقَدَّرة في «مَا». ويُشتَرط في «أَيّ» و«مَا» لكَي تنوبا عن المفعول المطلق أن تكونا دالَّتين على الحدث.[87]
13. تنُوبُ عنه أدوات الشرط «أَيّ»، مثل: «أَيَّ قَولٍ تَقُل، أَقُل»، و«مَا»، مثل: «مَا تَكتُب، أَكتُب»، و«مَهمَا»، مثل: «مَهمَا تَنتَظِر، أَنتَظِر».[86] وقد تنوب «أَيّ» عن المفعول المطلق في غير الجمل الاستفهامية أو الشرطية، مثل: «اِمتَحَنتُ أَيَّ اِمتِحَانٍ».[81] ويُشترط في هذه الأدوات جميعها أنت تكون دالَّة على الحدث.[87]

ينوب عن المصدر المؤكِّد أمران فقط من تلك المذكورة أعلاه، وينوب عنه مرادفه وما يشاركه في مادَّته، أمَّا البقيَّة فتنطبق على المصدر المُبَيِّن. ويَنُوب الكثير عن المصدر المُبَيِّن اللنَّوع، وقد أحصى الأشموني أربعة عشر لفظاً يمكن إنابته عنه، ويندرج تحت هذا النَّوع ما ينوب عن المفعول المطلق من الألفاظ التي تُحَدِّد درجة توكيد الفعل وصفته وما يدلُّ على هيئته أو عدده ومرادفه واسم الآلة والضمير العائد عليه واسم الإشارة وغيرها.
لا يقبل عدد من النُّحاة المعاصرين المجدِّدين التفريق الذي وضعه التقليديون بين المفعول المطلق وما يُعرف بالنائب عن المفعول المطلق، ويذهبون إلى أنَّ نائب المفعول المطلق هو بالفعل مفعول مطلق ولا يختلف عنه في شيء، ولا يرون ضرورة في حصر مجيء المفعول المطلق مصدر مُشتق من الفعل فقط، ويسمحون مجيئه في المواضع السابقة سواء كان مصدراً أو لم يكن. وقد أجاز مجمَّع اللغة العربية في القاهرة هذا الأمر في أحد قراراته، وضمَّ المواضع السابقة إلى المفعول المطلق، وانتهت اللجنة إلى التعريف الآتي: «المفعول المطلق: اسم منصوب يُؤَكِّد عامله، أو يصفه، أو يدلُّ عليه نوعاً من الدَّلالة، كقولك: سار سَيراً، وصَبَر أجمل الصَّبرِ، وضَرَبتهُ سَوطاً».

## تنبيه
ثمة مصادر لا تستعمل إلا مفعولاتٍ مطلقة مثل:
1. سبحان الله: (تأويله أسبح الله تسبيحاً)
2. معاذ الله: (أعوذ بالله معاذاً)
3. لبيك: (ألبيك تلبية بعد تلبية أي ألبيك كثيراً) وهو مفعول مطلق منصوب بالياء لأنه مثنى
4. سعديك: (أسعدتك إسعاداً بعد إسعاد) والمعنى «كلما دعوتني أجبتك وأسعدتك»
5. حنانيك: (استرحمك وأطلب حناناً بعد حنان)
6. دَواليك: يقال: وهكذا دواليك أي (مداولة بعد مداولة)
7. حذَاريك: أي ليكن منك حذر بعد حذر

وقد وردت الفاض منصوبة على أنها مفعولات مطلقة قد حذف فعلها مثل:
- حجاً مبروراً: أي (حججت حجاً مبروراً)
- مواعيد عرقوب: أي (وعدتَ مواعيد عرقوب)

وهناك الكثير مثل: (مهلاً، قدوماً مباركاً، سقياً لك ورعياً، تعساً للخائن، بعداً للظالم، حباً وكرامة، شكراً، سمعاً وطاعة، سلاماً وتحية، رجاءً)